# Ione (Califòrnia)
Ione és una població dels Estats Units a l'estat de Califòrnia. Segons el cens del 2007 tenia 7.842 habitants.

## Demografia
Segons el cens del 2000, Ione tenia 7.129 habitants, 1.081 habitatges, i 780 famílies. La densitat de població era de 580,7 habitants/km².
Dels 1.081 habitatges en un 38,5% hi vivien nens de menys de 18 anys, en un 54,9% hi vivien parelles casades, en un 13,5% dones solteres, i en un 27,8% no eren unitats familiars. En el 22,9% dels habitatges hi vivien persones soles el 9,8% de les quals corresponia a persones de 65 anys o més que vivien soles. El nombre mitjà de persones vivint en cada habitatge era de 2,68 i el nombre mitjà de persones que vivien en cada família era de 3,14.
Per edats la població es repartia de la següent manera: un 17,8% tenia menys de 18 anys, un 13,6% entre 18 i 24, un 45% entre 25 i 44, un 18% de 45 a 60 i un 5,6% 65 anys o més.
L'edat mediana era de 34 anys. Per cada 100 dones de 18 o més anys hi havia 449,1 homes.
La renda mediana per habitatge era de 40.625 $ i la renda mediana per família de 48.911 $. Els homes tenien una renda mediana de 26.922 $ mentre que les dones 23.633 $. La renda per capita de la població era de 20.340 $. Entorn del 9,3% de les famílies i l'11% de la població estaven per davall del llindar de pobresa.

## Poblacions més properes
El següent diagrama mostra les poblacions més properes.